# Berhut
Berhut is een bestuurslaag in het regentschap Gayo Lues van de provincie Atjeh, Indonesië. Berhut telt 225 inwoners (volkstelling 2010).